# Arres de Sus
Arres de Sus és un dels dos nuclis principals, juntament amb Arres de Jos, del municipi d'Arres, a la Vall d'Aran. Està inclòs a l'Inventari del Patrimoni Arquitectònic de Catalunya.
Està situat al vessant de la muntanya de Sasseuva, per sobre d'Arres de Jos. El 2019 tenia 37 habitants.
El nucli de dalt és un petit agrupament de cases, en que destaca l'antiga església parroquial de Sant Pere i Sant Pau, romànica, del segle xii, avui abandonada i en mal estat de conservació. El poble manté la seva estructura tradicional.